# Stöpenhaus

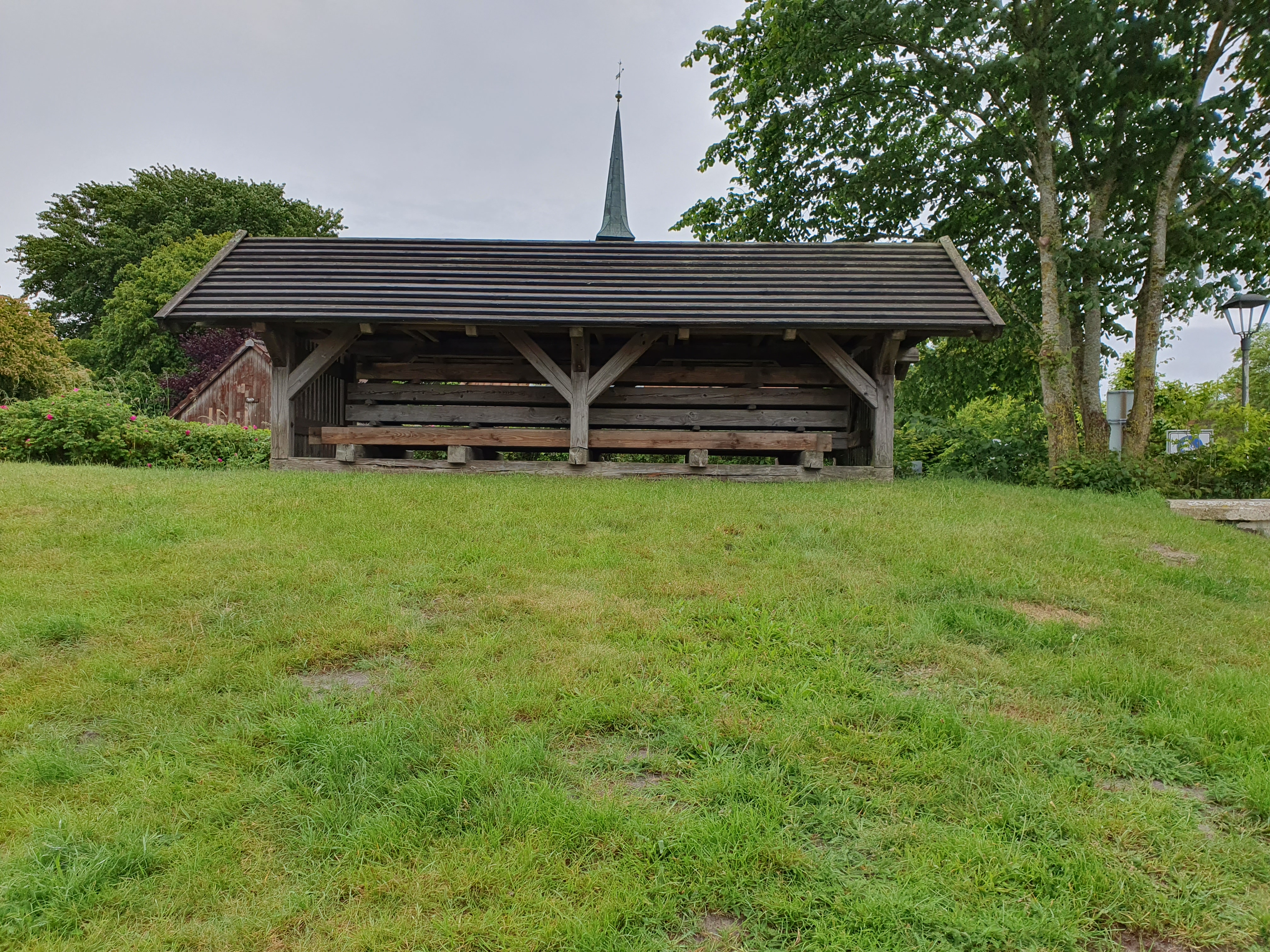
Stöpenhaus in Sankt Peter-Ording

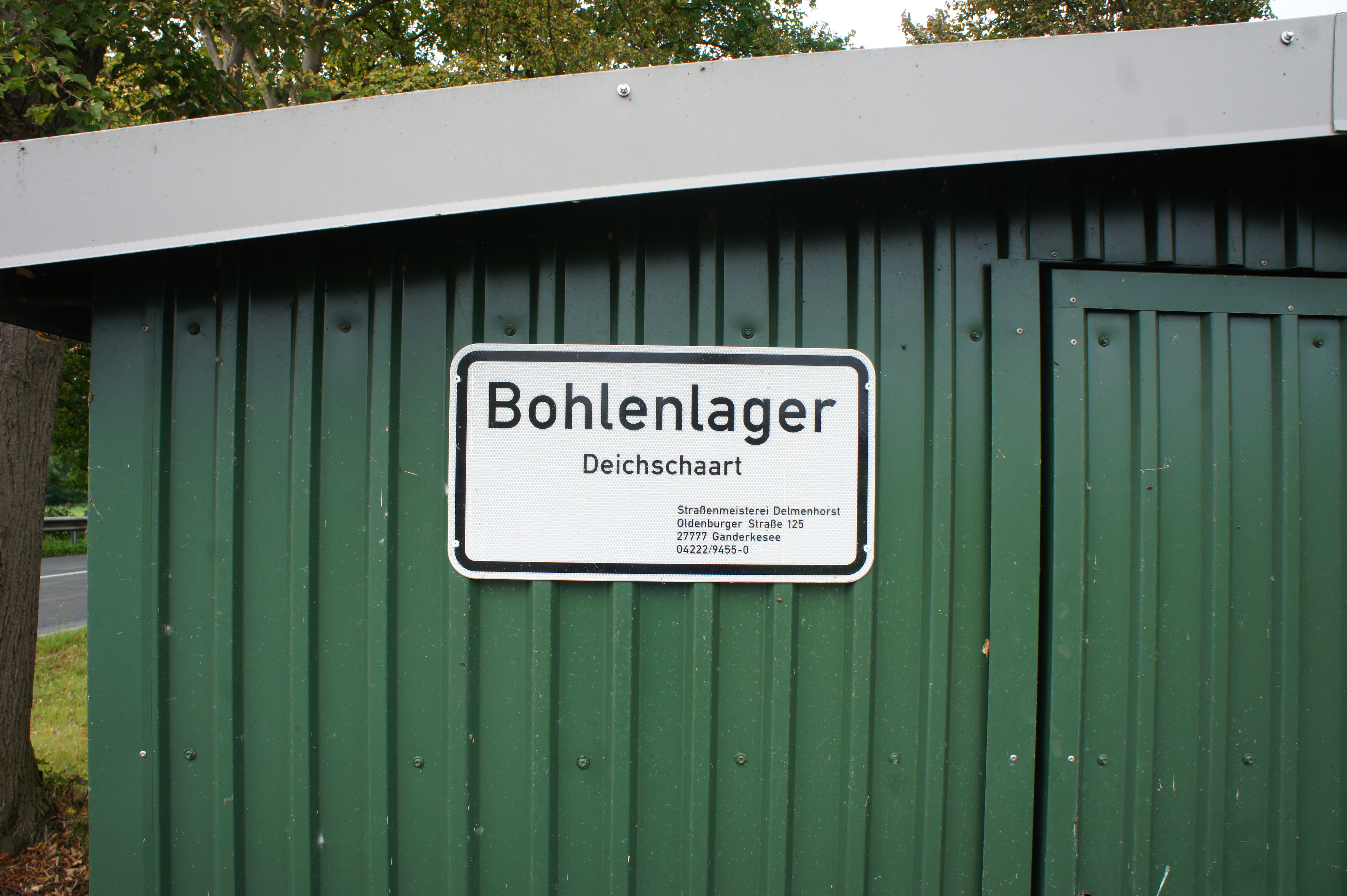
Bohlenlager in Delmenhorst-Sandhausen

Ein Stöpenhaus (auch Stöpenhäuschen, Bohlenlager oder Balkenlager) ist ein Verschlag oder Schuppen in der Nähe einer Deichscharte zum Bereithalten der Materialien, die für den Verschluss der Scharte gebraucht werden.

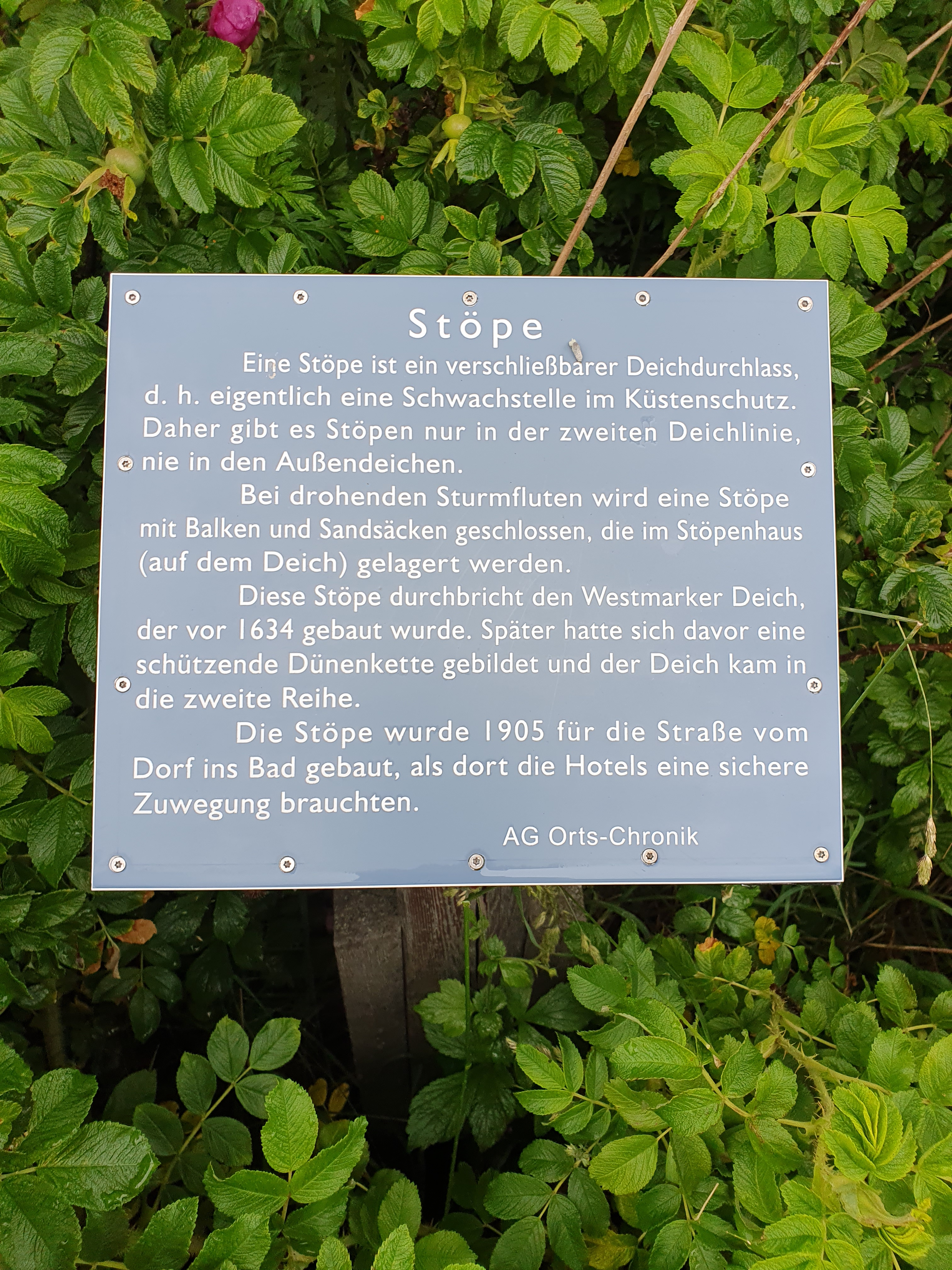
Infotafel zur Stöpe in Sankt Peter-Ording mit der Erläuterung des Stöpenhauses